# Ratusz w Lipianach
Ratusz w Lipianach – zabytkowy klasycystyczny budynek z II połowy XVIII w. znajdujący się pośrodku placu Wolności (Rynku) w Lipianach, w powiecie pyrzyckim, w województwie zachodniopomorskim.

## Historia

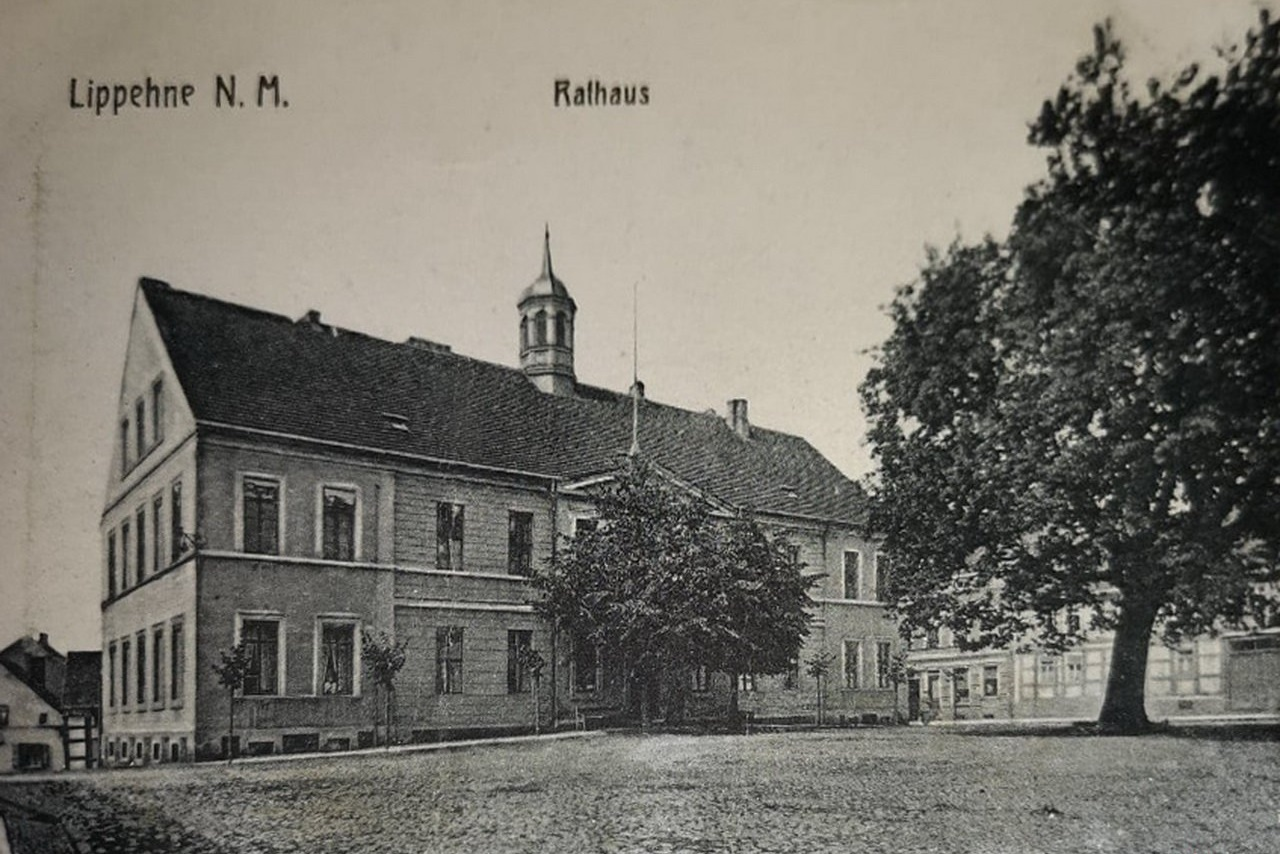
Lipiański ratusz na pocztówce z lat 1905–1910

Prostokątny w rzucie ratusz usytuowany pośrodku rynku w Lipianach (niem. Lippehne) pojawiał się na planach tego miasta z 1700 i 1720 roku, jednak prawdopodobnie już w XIV wieku rada miejska (wspomniana po raz pierwszy w 1337 lub 1339 roku ) miała w rynku swoją siedzibę .
Nowy ratusz w obecnym miejscu zbudowano najprawdopodobniej w II połowie XVIII wieku , względnie na początku XIX wieku . 28 lutego 1827 roku budynek spłonął w wyniku pożaru. Jak wykazało przeprowadzone śledztwo, ratusz został podpalony przez ówczesnego woźnego sądowego Ernsta Gottlieba Richtera w celu zatuszowania morderstwa dokonanego wcześniej na służącym magistrackim Schultzu i jego żonie, z którymi Richter pozostawał w konflikcie.
Budynek został odbudowany w latach 1828–1829 z zachowaniem dawnych form i detali. W 1844 roku na dachu ratusza za kwotę 283 talarów wybudowano wieżyczkę z zegarem. W I ćwierci XX wieku do tylnej elewacji ratusza dobudowano remizę straży pożarnej , natomiast w latach 30.  lub 40. XX wieku dla upamiętnienia legendy o piwowarstwie w Lipianach przy elewacji bocznej ratusza ustawiono fontannę z płaskorzeźbą przedstawiającą rajców siedzących na jednej ławie i ucztujących przy lipiańskim piwie, nazywaną też „Studzienką Wadephula” lub „Studzienką Piwowarów”.
W 1945 roku lipiański ratusz na krótko był siedzibą radzieckiej komendantury miasta, następnie budynek przejęła polska administracja, a czasowo znajdowało się w nim również starostwo powiatu pyrzyckiego. W 1964 roku wyremontowano elewację budynku, a w 2004 roku przeprowadzono jego gruntowny remont. W 2007 roku na wieżyczce zamontowano nowy zegar .
Przed budynkiem ratusza rośnie Dąb Pokoju (zwany również Dębem Piwowarów) zasadzony 18 stycznia 1816 roku dla uczczenia zwycięstwa wojsk koalicji antynapoleońskiej, w tym Królestwa Prus, w bitwie pod Waterloo i podpisania pokoju paryskiego.

## Architektura

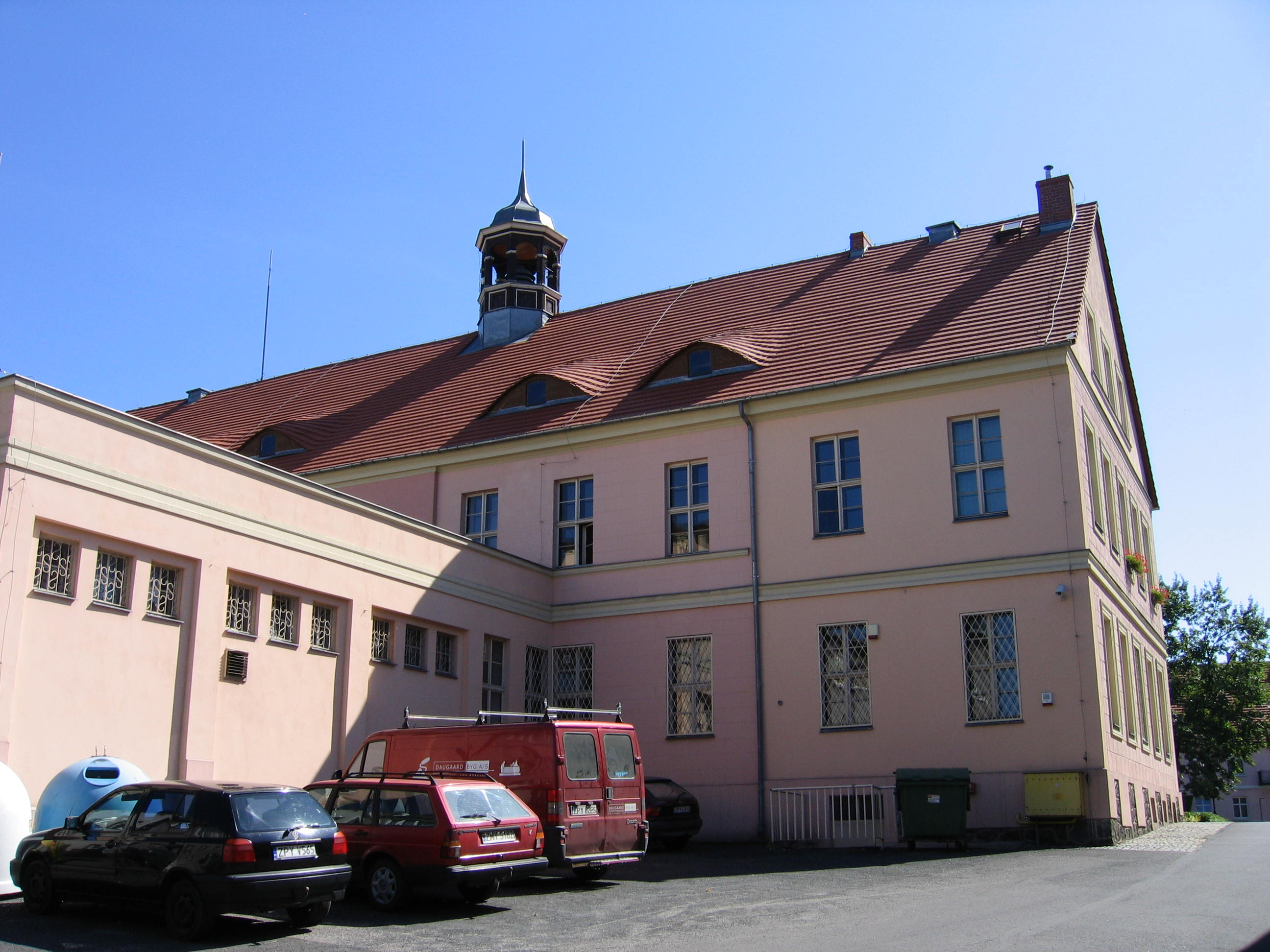
Widok na elewację tylną (północno-zachodnią) w 2009 r.

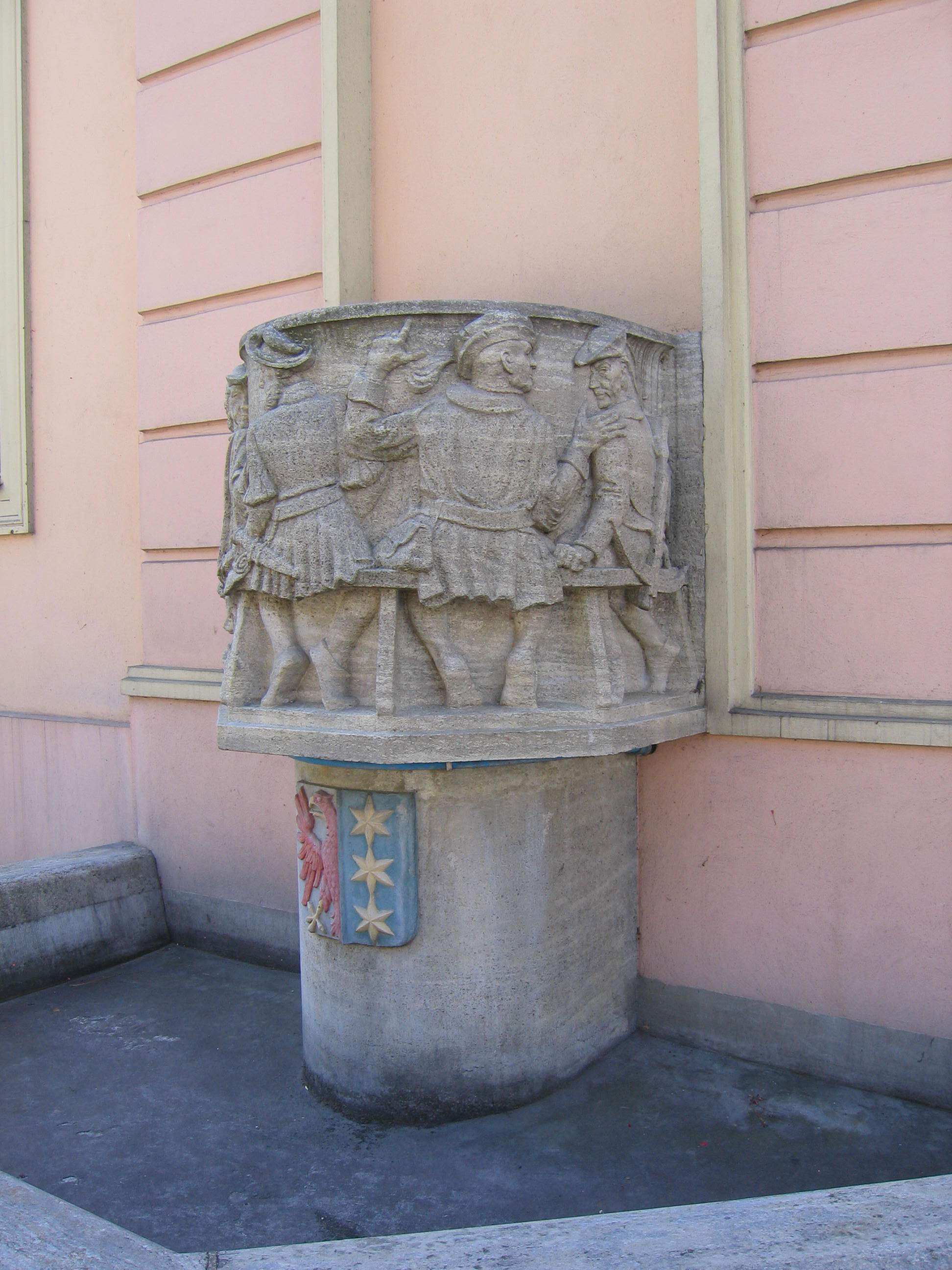
Fontanna ustawiona przy północno-wschodniej elewacji ratusza (2012)

Budynek murowany z cegły, otynkowany, na cokole z łupanego kamienia, wzniesiony w stylu klasycystycznym na rzucie prostokąta, fasadą zwrócony w kierunku południowo-wschodnim, podpiwniczony, dwukondygnacyjny, kryty dwuspadowym dachem z wolimi okami. Dach pokryty dachówką karpiówką zwieńczony jest ośmioboczną wieżyczką (u jej podstawy znajduje się zegar) z latarnią o półkoliście zamkniętych prześwitach, krytą wykonanym z blachy hełmem z iglicą .
Dłuższe elewacje budynku są jedenastoosiowe, podzielone trzema pseudoryzalitami, z czego pseudoryzalit środkowy elewacji frontowej jest trójosiowy, elewacji tylnej – jednoosiowy, pseudoryzality boczne natomiast są dwuosiowe. Północno-wschodnia elewacja szczytowa jest trójosiowa, a południowo-zachodnia elewacja szczytowa – pięcioosiowa . Lico elewacji – z wyjątkiem pseudoryzalitów oraz ściany północno-wschodniej – jest boniowane. Wejście główne, nad którym obecny jest balkon na wspornikach, z żelazną ozdobną balustradą, znajduje się pośrodku fasady. Środkową partię elewacji wieńczy tympanon z kartuszem z herbem Lipian .
Otwory okienne – poza oknami pomiędzy pseudoryzalitami elewacji frontowej i tylnej – ujęte zostały w profilowane opaski. Na parterze środkowej części fasady mają one narożne uszaki, na piętrze zaś – gzymsy w nadprożach. Poziome podziały elewacji tworzą gzymsy kordonowy i wieńczący. W cofniętych partiach frontu i elewacji tylnej pod oknami biegnie gzyms parapetowy .
W zamkniętej półkoliście i ujętej w boniowane obramowanie wnęce znajdującej się pośrodku szczytowej elewacji ratusza, ustawiona jest fontanna, składająca się z pięciobocznego basenu ze stojącym pośrodku walcowatym trzonem z herbem miasta. Trzon zwieńczony jest czaszą w kształcie półwalca udekorowaną płaskorzeźbą przedstawiającą siedzących na wspólnej ławie i ucztujących mieszczan w renesansowych strojach. Fontanna wykonana  jest z wapienia muszlowego .
Wnętrze budynku ma układ dwu- i półtraktowy, na osi przedniego traktu znajduje się hol, w tylnym trakcie – klatka schodowa .